# Ralph Basset, 2. Baron Basset of Drayton

Wappen von Ralph Basset, 2. Baron Basset of Drayton

Ralph Basset, 2. Baron Basset of Drayton (* nach 1278; † 25. Februar 1343) war ein englischer Adliger und Beamter.

## Herkunft
Ralph Basset war ein Sohn von Ralph Basset, 1. Baron Basset of Drayton und vermutlich von dessen Frau Hawise. Nach dem Tod seines Vaters Ende 1299 erbte er dessen Besitzungen und den Titel Baron Basset of Drayton.

## Loyaler Unterstützer von König Eduard II.
Anfang August 1318 gehörte Basset der aus Baronen und Prälaten bestehenden Delegation an, die die letzten Verhandlungen mit dem Earl of Lancaster führten, nach denen am 9. August 1318 der Vertrag von Leake geschlossen wurde. Dieser Vertrag sollte König Eduard II. mit dem mächtigen Lancaster aussöhnen. Während des Despenser War 1321 benannten die rebellierenden Marcher Lords Basset als einen der unfähigen Richter, die auf Betreiben der Despensers, der Günstlinge des Königs ernannt worden waren. Am 30. November 1321 befahl der König Basset, zusammen mit John de Somery gegen Anhänger der Marcher Lords und des ebenfalls rebellierenden Earl of Lancaster in Warwickshire, Leicestershire und Staffordshire vorzugehen.

## Dienst als Seneschall der Gascogne
Als loyaler Unterstützer des Königs wurde Basset vor Oktober 1323 zum Seneschall der Gascogne ernannt. Aus der Gascogne berichtete er im Dezember 1323 dem König, was ein Spion von ihm über den nach Frankreich geflüchteten Rebellen Roger Mortimer erfahren hatte. Als Seneschall wurde er Ende 1323 in den Zwischenfall von Saint-Sardos verwickelt, wo ein französischer Beamter von lokalen Adligen ermordet wurde. Als Leiter der englischen Verwaltung machten die Franzosen Basset für den Mord mitverantwortlich. Der Adlige Raymond-Bernard von Montpezat, der führend an dem Mord beteiligt gewesen war, hatte offensichtlich im Einvernehmen mit Basset gehandelt, der zum Zeitpunkt des Mordes zumindest in der Nähe gewesen war. Basset leugnete jedoch jede Verantwortung, worauf die Franzosen ihn anklagten und vor ein französisches Gericht bestellten. Basset kam der Aufforderung nicht nach und entschuldigte sich wegen Krankheit. Der erzürnte französische König Karl IV. verhaftete darauf den Vertreter des englischen Königs in Paris. Als ein Krieg mit Frankreich drohte, berief Eduard im Juli Basset als Seneschall ab. Basset wurde aus Frankreich verbannt und namentlich von dem 1325 geschlossenen Frieden ausgenommen, der den Krieg von Saint-Sardos beendete.

## Rolle beim Sturz von Eduard II. und späteres Leben
Zurück in England ernannte Eduard II. ihn im März 1326 zum Warden of the Cinque Ports. Im April 1326 berichtete Basset dem königlichen Günstling Despenser über die Treffen des Earls of Kent mit Königin Isabelle, die sich beide den Rebellen angeschlossen hatten. Angesichts einer drohenden Invasion der Rebellen beauftragte der König im September 1326 Basset, die Verteidigung von Kent, Surrey und Sussex zu überwachen. Tatsächlich landeten Mortimer und Königin Isabelle im September 1326 mit einem kleinen Heer in Ostengland, worauf die Herrschaft von Eduard II. zusammenbrach und dieser gestürzt wurde. Die neuen Machthaber lösten Basset als Warden of the Cinque Ports ab. Basset fiel aber offenbar nicht völlig in Ungnade, denn 1341 wurde er zum Knight Banneret erhoben.

## Heirat und Nachkommen
Basset hatte am 27. März 1304 die Erlaubnis erhalten, Joan de Grey zu heiraten, eine Tochter von John Grey, 2. Baron Grey of Wilton. Mit ihr hatte er mindestens zwei Kinder:
- Margaret Basset († nach 1347) ⚭ John de Bohun, 5. Earl of Hereford (Haus Bohun)
- Ralph Basset († um 1335) ⚭ Alice Audley

Sein Sohn Ralph heiratete Alice, eine Tochter von Nicholas Audley, 2. Baron Audley of Heleigh. Da sein Sohn aber bereits vor ihm gestorben war, wurde dessen Sohn, sein Enkel Ralph Basset, 3. Baron Basset of Drayton sein Erbe.